# Adenosma punctata
Adenosma punctata är en grobladsväxtart som beskrevs av Francis Whittier Pennell. Adenosma punctata ingår i släktet Adenosma och familjen grobladsväxter. Inga underarter finns listade i Catalogue of Life.